# Dana Glöß
Dana Glöß (Werdau, 14 december 1982) is een wielrenner uit Duitsland.
In 2004 en 2005 werd zij nationaal kampioene 500 meter van Duitsland bij het baanwielrennen.
Op de Wereldkampioenschappen baanwielrennen 2006 werd zij zesde bij het onderdeel sprint.
In 2008 werd ze samen met Miriam Welte derde op het Wereldkampioenschappen baanwielrennen 2008 bij het onderdeel teamsprint.